# Kongens Livkorps
Kongens Livkorps var betegnelsen for et militært korps, der eksisterede i perioden 1801-1864.
Efter opfordring af kronprinsen oprettedes marts 1801 et frivilligt korps, udelukkende bestående af studenter, under navnet Kronprinsens Livkorps; blandt medlemmerne var Adam Oehlenschläger, Knud Lyne Rahbek, Lauritz Schebye Vedel Simonsen m.fl.
Det deltog med hæder i forsvaret af København 1807 med en styrke af cirka 900 mand. I 1808, med kronprinsens kroning, fik det navnet Kongens Livkorps. Det ophørte at være frivilligt korps, da det 1812 bestemtes, at alle ved Københavns Universitet immatrikulerede akademiske borgere var pligtige til at indtræde i korpset, hvis bestemmelse var at yde bidrag til Københavns forsvar.
Ved den almindelige værnepligts indførelse i Danmark i 1849 ophørte korpsets øvelser. Det bestod dog af navn indtil 1864.